# Luis Navarrete
Luis Gabriel Navarrete Torres (ur. 23 sierpnia 2006 w Cuautitlán) – meksykański piłkarz występujący na pozycji defensywnego pomocnika, od 2024 roku zawodnik Toluki.